# Franz zu Solms-Rödelheim (Politiker, 1796)
Graf Franz Friedrich Carl zu Solms-Rödelheim und Assenheim (* 27. April 1796 in Assenheim; † 10. November 1852 ebenda) war ein preußischer Soldat und hessischer Abgeordneter aus dem Haus Solms-Rödelheim.

## Leben
Franz Graf zu Solms-Rödelheim entstammte dem hessischen Adelsgeschlecht Solms. Er war ein Sohn von Volrath Friedrich Carl Ludwig Graf zu Solms-Rödelheim und Assenheim (1762–1818) und dessen Ehefrau Philippine Charlotte Sophie geborene  Gräfin von Solms-Laubach (1771–1807). Franz war der jüngere Bruder von Karl zu Solms-Rödelheim. Franz Graf zu Solms-Rödelheim blieb unverheiratet und ohne Nachkommen.
Er diente im preußischen Militärdienst. Nach dem Tod seines Bruders erbte dessen Sohn Maximilian zu Solms-Rödelheim (1826–1892) dessen Standesherrschaft. Als Standesherr wäre er gemäß der Verfassung des Großherzogtums Hessen automatisch Mitglied der ersten Kammer der Landstände des Großherzogtums Hessen. Da er jedoch noch minderjährig war, vertrat Franz ihn von 1844 bis 1847 im Landtag. Er nahm aber nie an den Beratungen teil und ließ sich entschuldigen.